# A woman in every town
A woman in every town er en kortfilm instrueret af Laurits Munch-Petersen efter eget manuskript.

## Handling
En ung nysgerrig mand sætter sig for at finde en kvinde i hver eneste hovedstad i Europa.